# TonyTony Chopper
TonyTony Chopper (トニートニー・ チョッパー?, Tonītonī Choppā) è uno dei protagonisti del manga One Piece, scritto e disegnato da Eiichirō Oda, e delle sue opere derivate. Nell'edizione italiana dell'anime è chiamato Renny Renny Chopper fino a prima dell'episodio 751. È una renna che ha ingerito il frutto del diavolo Homo Homo, acquisendo così aspetto e comportamenti umani e l'abilità di parlare. Cresciuto come medico sull'isola di Drum, decide di unirsi alla ciurma di Cappello di paglia per espandere i suoi orizzonti e vedere il mondo. Il suo sogno è trovare una cura a tutte le malattie.

## Concezione e sviluppo
Il suo nome originale è un gioco di parole tra 馴鹿?, tonakai, ovvero "renna", e l'idea che le sue corna siano in grado di tagliare gli alberi ("to chop", ovvero "tagliare con l'ascia" in inglese). Sin dalle prime bozze il medico di bordo era una renna antropomorfa; tuttavia, rispetto al Chopper attuale, il medico della prima bozza era molto più alto e rassomigliante a una renna anche in forma ibrida, inoltre fumava e combatteva con una spada. Era prevista anche una versione di Chopper a strisce, simile a una zebra: tale versione somigliava più alla prima bozza che all'attuale e aveva comportamenti più adulti. Anche una volta presentato ha subito lievi variazioni anatomiche, in particolare dopo la comparsa nell'anime: il muso nella forma ibrida era leggermente prominente, come quello di una renna normale. In seguito alla trasposizione animata, Oda ha adattato il muso alla voce della doppiatrice Ikue Ōtani, a detta sua troppo carina per come era stato disegnato originariamente.

## Biografia del personaggio

### L'infanzia, l'incontro con Rufy e la prima metà della Rotta Maggiore
Chopper è una renna, nata sull'isola di Drum, che si è nutrita del Frutto del diavolo Homo Homo, che gli consente di assumere forme antropomorfe e gli ha conferito un'intelligenza umana. A causa del suo aspetto veniva evitato sia dal suo branco di renne sia dagli umani, che lo consideravano un mostro. Venne però adottato dal dottor Hillk, un medico dell'isola, che assieme all'amica Kureha lo ha istruito sui rudimenti della medicina; i due erano gli unici medici non ancora assoggettati da Blik Wapol, il crudele sovrano dell'isola. Hillk raccontava inoltre a Chopper storie sui pirati, lodandoli come grandi uomini e indicando i loro Jolly Roger come simbolo di libertà; il dottore era però malato di un morbo mortale e Chopper gli portò, come cura, un fungo visto su di un'enciclopedia medica, fraintendendo il simbolo della letalità di esso come uno dei Jolly Roger elogiati dal dottore. Hillk, consapevole che sarebbe morto comunque, mangiò il fungo e si diresse al castello di Wapol, facendosi esplodere per protesta; Chopper, affranto per aver scoperto la verità, proseguì gli studi di medicina con Kureha con l'obiettivo di trovare una cura per tutte le malattie del mondo.
Anni dopo sull'isola sbarcano Monkey D. Rufy e la sua ciurma, costituita dallo spadaccino Roronoa Zoro, il tiratore Usop, il cuoco Sanji e la navigatrice Nami, quest'ultima colpita da una febbre tropicale: Kureha accetta di curarla al castello di Wapol, fuggito a seguito dell'attacco di Marshall D. Teach all'isola. Wapol tuttavia ritorna e Chopper si allea con Rufy per scacciarlo: dopo la sconfitta del re, la renna acconsente a unirsi alla ciurma del pirata su pressione anche di Kureha. La ciurma si dirige così ad Alabasta per accompagnare Nefertari Bibi, principessa del regno, e scacciare Crocodile, intenzionato a effettuare un colpo di Stato, dall'isola: Chopper si trova così ad affrontare i membri della Baroque Works Mr. 4 e Miss Merry Christmas assieme ad Usop, uscendone vincitori. Giunti sull'isola nel cielo la renna affronta il sacerdote di Ener Gedatsu, venendo però messo fuori gioco poi da Ohm. Tornati nel Mare Blu, Chopper viene temporaneamente vinto dalla ciurma di Foxy durante il Davy Black Fight, per poi aiutare Rufy e compagni a salvare Nico Robin, unitasi nel mentre alla ciurma, dall'ammiraglio della marina Aokiji. Giunti a Water Seven Robin viene però rapita dalla CP9 e la ciurma, assieme al cyborg Franky, si dirige a Enies Lobby per salvarla: qui affronta e sconfigge Kumadori ma, avendo portato al limite i suoi poteri, resta incapace di muoversi per il resto degli scontri. A Thriller Bark conosce lo scheletro musicista Brook e incontra Hogback, un medico ritirato che considera come suo idolo: dopo aver scoperto quanto esso fosse caduto in basso diventando un sottoposto di Gekko Moria, lo affronta assieme a Robin, sconfiggendolo. Giunti all'Arcipelago Sabaody la ciurma viene attaccata dall'ammiraglio Kizaru e da Orso Bartholomew, che separa la ciurma spedendo ogni membro su un'isola diversa: Chopper atterra nel Regno degli Uccelli, dove fa terminare la secolare guerra tra gli uccelli giganti dell'isola e gli umani; quindi scopre una grande biblioteca piena di libri di medicina e, ricevuto il messaggio di Rufy sul loro incontro, decide di rimanere sull'isola per accrescere le sue conoscenze e allenarsi.

### Il Nuovo Mondo
Riunitasi dopo due anni, la ciurma salpa verso l'isola degli uomini-pesce, dove affrontano e sconfiggono i nuovi pirati uomini-pesce capitanati da Hody Jones. Giunti nel Nuovo Mondo sbarcano a Punk Hazard, dove Rufy stringe un'alleanza con il pirata Trafalgar Law per abbattere l'imperatore Kaido; qui Chopper aiuta dei bambini usati come cavie a fuggire, affidandoli poi alla marina; conoscono inoltre il samurai Kin'emon e Momonosuke, che si uniscono a loro con l'intento di ritrovare i loro compagni. Giunti a Dressrosa, regno governato dal membro della Flotta Donquijote Do Flamingo, Sanji, Nami, Brook e Chopper vengono assaltati dalla nave dell'imperatrice Big Mom, venendo obbligati a separarsi temporaneamente dalla ciurma. I quattro si dirigono a Zo, dove conoscono la tribù dei visoni: qui Sanji viene rapito da Capone Bege, membro della ciurma di Big Mom, per costringerlo a sposarsi con Charlotte Pudding, figlia dell'imperatrice, per stipulare un'alleanza tra la famiglia Charlotte e i Vinsmoke.
Chopper, assieme a Rufy, Brook, Nami e ai visoni Pedro e Carrot, si dirige a Tottoland per salvare Sanji: qui si alleano con Capone Bege per far cadere l'imperatrice. Il loro piano però non funziona e sono costretti alla fuga. Arrivati a Wa la ciurma si riunisce e scopre la verità su Kin'emon e sui suoi compagni, venendo a conoscenza della storia di Kozuki Oden, padre di Momonosuke. Durante l'assalto a Onigashima affronta brevemente Queen, neutralizzando un virus sviluppato dall'avversario e somministrato indiscriminatamente ai combattenti alleati e avversari, riuscendo così a far passare alcuni dei pirati di Kaido dalla parte dell'alleanza. Terminati gli scontri e salpata da Wa, dopo aver incontrato Jewelry Bonney ed essere giunta a Egghead la ciurma incontra il dottor Vegapunk, che chiede a Rufy di aiutarlo a fuggire dall'isola consapevole che il Governo stia cercando di ucciderlo per le sue ricerche sul secolo buio: intercettati dalla CP0 e dai Cinque Astri di Saggezza riescono a fuggire aiutati dai pirati Guerrieri Giganti.

## Descrizione

### Aspetto fisico
Chopper, grazie ai suoi poteri, può assumere varie forme: quella più utilizzata è la sua forma ibrida, poiché è in grado di unire l'istinto animale all'intelligenza umana. In questa forma Chopper si presenta come una specie di tanuki con le corna da renna, cosa che genera spesso fraintendimenti e siparietti comici, con la testa sproporzionata al resto del corpo. La sua forma di base è quella di una normale renna, mentre quella pienamente mutata somiglia a uno yeti dal pelo marrone. Il corno sinistro di Chopper ha una placca di ferro sulla base, dovuta alla rottura in seguito a un combattimento con altre renne e alla successiva riparazione. L'unica cosa che non varia in tutte le trasformazioni è il naso blu. Indossa sempre un cappello a cilindro rosa con una croce bianca nel mezzo donatogli da Hillk. Dopo i due anni di allenamento la sua forma animale è lievemente cresciuta, quella ibrida è pressoché identica, mentre quella umana è diventata più massiccia; inoltre indossa una cuffia azzurra sul suo cappello.

### Personalità
Chopper è molto curioso, vivace, timido, fifone e ingenuo: non è raro infatti che creda in qualunque bugia propinatagli da Usop, e che cerchi di seguirlo a ruota in qualunque tentativo di sfuggire a situazioni pericolose o spaventose. Nonostante la paura spesso scende in campo con i suoi compagni, preferendo però la tattica allo scontro diretto. Essendo un medico nutre un profondo rispetto per la vita e non esita a prestare soccorso a chiunque ne abbia bisogno. Cresciuto disprezzato sia dalle renne che dagli umani a causa del suo aspetto, grazie a Hillk e a Kureha decide di diventare una persona forte e un medico capace di curare qualsiasi malattia, unendosi a Rufy e ai suoi compagni per perseguire il suo sogno. Adora lo zucchero filato: questo, unito all'aspetto fisico e al carattere dolce e remissivo gli ha fatto guadagnare il soprannome di "cucciolo mangia zucchero filato" (わたあめ大好き?, Wataame daisuki, "tenero peluche" nell'edizione italiana dell'anime).

### Taglia
La prima taglia di Chopper, assegnatagli dopo gli eventi di Enies Lobby, è di 50 berry, risultando la più bassa mai comparsa nel manga: ciò è dato dal fatto di essere ritenuto la mascotte della ciurma, senza alcun ruolo attivo nei combattimenti. Dopo i fatti di Dressrosa viene portata a 100 berry. A seguito degli scontri al paese di Wa la sua taglia aumenta a 1000 berry.

## Poteri
Chopper ha mangiato il Frutto del diavolo Zoo Zoo Homo Homo (ヒトヒトの実?, Hito Hito no Mi): come già accennato, normalmente ciò gli consentirebbe di assumere tre diverse forme, ovvero la sua forma normale da renna detta Walk Point (脚力強化?, Uōku Pointo), una forma ibrida detta Brain Point (頭脳強化?, Burēn Pointo) e una forma pienamente mutato in essere umano detta Heavy Point (重量強化?, Hebī Pointo), oltre a conferirgli un'intelligenza umana e la capacità di parlare; tuttavia, durante il suo apprendistato con Kureha ha scoperto delle particolari pastiglie, dette Rumble Ball, che gli consentono di ampliare i poteri del suo frutto per un massimo di tre minuti aggiungendo alcune trasformazioni alle tre di base.

### Rumble Ball
Le Rumble Ball (ランブルボール?, Ranburubōru) sono farmaci dall'aspetto di piccole sfere arancioni che Chopper ha scoperto per caso durante il suo apprendistato con Kureha. Inizialmente l'assunzione di una Rumble Ball aumenta il numero di trasformazioni possibili da tre a sette, ciascuna delle quali ha caratteristiche fisiche e potenzialità combattive singolari. Tuttavia, nella prima parte della storia, Chopper può mangiare solo una Rumble Ball ogni sei ore, pena la perdita di controllo dei suoi poteri: se ne assume due in meno di sei ore non è più in grado di controllare le trasformazioni che si manifestano casualmente, mentre con tre diventa un mostro gigantesco e privo di controllo: tale forma è detta Monster Point (怪物強化?, Monsutā Pointo) ed è la più potente a disposizione di Chopper, essendo dotata di grande forza e resistenza fisica. Durante i due anni di allenamento migliora i propri poteri, riuscendo ad assumere le forme alternative senza le Rumble Ball; inoltre impara a controllare anche il Monster Point, raggiungendolo utilizzando solamente una Rumble Ball ma per un massimo di tre minuti, dopodiché torna normale e resta incapace di muoversi per altrettanto tempo. Il limite temporale viene poi esteso a mezz'ora grazie ad alcune modifiche alla formula suggeritegli da Caesar Clown, ma al termine di questo lasso di tempo Chopper ritorna nella sua forma ibrida assumendo però le dimensioni di un neonato.

## Altri media
Basandosi sul personaggio di Chopper, Oda ha creato Chopperman (チョッパーマン?, Choppā man) per gli omake yonkoma del databook One Piece Blue: Grand Data File, in cui ogni personaggio della ciurma di Cappello di paglia appare in situazioni e ruoli differenti dal solito. Chopperman in particolare è un supereroe dotato di mantello, che combatte il male affrontando cattivi sovente in foggia di altri membri della ciurma di Rufy. Il personaggio è stato accolto con entusiasmo dal pubblico, tanto che ha ricevuto un episodio dedicato nella serie televisiva anime e due manga spin-off.
L'episodio 336 della serie TV One Piece, andato in onda il 23 dicembre 2007, presenta Chopperman alle prese con Frangashan, un robot dalle fattezze di Franky costruito dal perfido Usodabada per sconfiggere una volta per tutte il supereroe. Il manga Chopperman alla riscossa (チョッパーマン ゆけゆけ! みんなのチョッパー先生?, Chopperman: yuke yuke! Minna no Chopper-sensei) è stato scritto e illustrato da Hirofumi Takei e serializzato sulla rivista Saikyo Jump tra il 2010 e il 2011 e poi raccolto in un volume tankōbon. L'edizione italiana è stata curata da Star Comics e pubblicata il 2 aprile 2015. Nell'opera Chopper-sensei veste i panni di medico di una scuola elementare e deve affrontare il malvagio Usodabada trasformandosi per la prima volta nel supereroe Chopperman. Un ulteriore manga, intitolato Chopperman e scritto e illustrato sempre da Hirofumi Takei, è stato serializzato su Saikyo Jump dal 3 dicembre 2010 al 4 gennaio 2014 e in seguito raccolto in cinque volumi tankōbon. L'edizione italiana è stata curata da Star Comics e pubblicata tra il 12 dicembre 2015 e il 13 luglio 2016.
Chopper è poi il protagonista del nono film del franchise, dal titolo One Piece - Il miracolo dei ciliegi in fiore: il film riprende la saga dell'isola di Drum e l'ingresso di Chopper nella ciurma, ponendola però dopo l'arco narrativo di Enies Lobby.

## Accoglienza
Nei sondaggi tra i fan della serie in Giappone, Chopper risulta costantemente essere il quarto personaggio più amato, tranne nell'ultimo dove è risultato settimo.

### Nella cultura di massa
Chopper è stato ritratto in una statua di bronzo posta nella prefettura di Kumamoto, città natale dell'autore Eiichiro Oda, come ringraziamento per il suo supporto dopo il terremoto del 2016. La statua appartiene ad una serie raffigurante i membri della ciurma di Cappello di paglia ed è stata inaugurata il 7 novembre 2020.